# Powiat Bayreuth
Powiat Bayreuth (niem. Landkreis Bayreuth) – powiat w Niemczech, w kraju związkowym Bawaria, w rejencji Górna Frankonia, w regionie Oberfranken-Ost.
Siedzibą powiatu Bayreuth jest miasto na prawach powiatu Bayreuth, które do powiatu jednak nie należy.

## Podział administracyjny
W skład powiatu Bayreuth wchodzi:
- dziewięć gmin miejskich (Stadt)
- trzy gminy targowe (Markt)
- 21 gmin wiejskich (Gemeinde)
- sześć wspólnot administracyjnych (Verwaltungsgemeinschaft)
- dziewięć obszarów wolnych administracyjnie (gemeindefreies Gebiet)

Miasta:
| Lp. | Nazwa miasta                  | Ludność (31 grudnia 2018) | Powierzchnia km² |
| --- | ----------------------------- | ------------------------- | ---------------- |
| 1   | Bad Berneck im Fichtelgebirge | 4.371                     | 38,26            |
| 2   | Betzenstein                   | 2.475                     | 51,84            |
| 3   | Creußen                       | 4.941                     | 70,88            |
| 4   | Gefrees                       | 4.332                     | 50,08            |
| 5   | Goldkronach                   | 3.487                     | 30,67            |
| 6   | Hollfeld                      | 5.043                     | 80,65            |
| 7   | Pegnitz                       | 13.244                    | 100,03           |
| 8   | Pottenstein                   | 5.226                     | 73,24            |
| 9   | Waischenfeld                  | 3.083                     | 55,65            |

Gminy targowe:
| Lp. | Nazwa gminy targowej | Ludność (31 grudnia 2018) | Powierzchnia km² |
| --- | -------------------- | ------------------------- | ---------------- |
| 1   | Plech                | 1.331                     | 15,29            |
| 2   | Schnabelwaid         | 967                       | 22,83            |
| 3   | Weidenberg           | 5.772                     | 68,91            |

Gminy wiejskie:
| Lp. | Nazwa gminy      | Ludność (31 grudnia 2018) | Powierzchnia km² |
| --- | ---------------- | ------------------------- | ---------------- |
| 1   | Ahorntal         | 2.162                     | 41,70            |
| 2   | Aufseß           | 1.287                     | 29,39            |
| 3   | Bindlach         | 7.333                     | 37,60            |
| 4   | Bischofsgrün     | 1.850                     | 8,39             |
| 5   | Eckersdorf       | 5.101                     | 36,19            |
| 6   | Emtmannsberg     | 1.051                     | 22,31            |
| 7   | Fichtelberg      | 1.762                     | 5,17             |
| 8   | Gesees           | 1.267                     | 10,44            |
| 9   | Glashütten       | 1.400                     | 3,53             |
| 10  | Haag             | 924                       | 15,88            |
| 11  | Heinersreuth     | 3.742                     | 14,63            |
| 12  | Hummeltal        | 2.341                     | 21,90            |
| 13  | Kirchenpingarten | 1.279                     | 33,55            |
| 14  | Mehlmeisel       | 1.312                     | 13,23            |
| 15  | Mistelbach       | 1.599                     | 6,12             |
| 16  | Mistelgau        | 3.811                     | 39,43            |
| 17  | Plankenfels      | 858                       | 14,01            |
| 18  | Prebitz          | 1.002                     | 21,32            |
| 19  | Seybothenreuth   | 1.289                     | 17,44            |
| 20  | Speichersdorf    | 5.769                     | 52,89            |
| 21  | Warmensteinach   | 2.245                     | 17,53            |

Wspólnoty administracyjne:
| Lp. | Nazwa wspólnoty administracyjnej | Ludność (31 grudnia 2018) | Powierzchnia km² | Liczba gmin |
| --- | -------------------------------- | ------------------------- | ---------------- | ----------- |
| 1   | Betzenstein                      | 3.806                     | 67,13            | 2           |
| 2   | Creußen                          | 7.834                     | 128,03           | 4           |
| 3   | Hollfeld                         | 7.188                     | 124,04           | 3           |
| 4   | Mistelbach                       | 5.207                     | 38,46            | 3           |
| 5   | Mistelgau                        | 5.211                     | 42,96            | 2           |
| 6   | Weidenberg                       | 9.391                     | 142,21           | 4           |

Obszary wolne administracyjnie:
| Lp. | Nazwa obszaru               | Ludność (31 grudnia 2018) | Powierzchnia km² |
| --- | --------------------------- | ------------------------- | ---------------- |
| 1   | Bischofsgrüner Forst        | niezamieszkany            | 27,00            |
| 2   | Fichtelberg                 | niezamieszkany            | 21,14            |
| 3   | Forst Neustädtlein am Forst | niezamieszkany            | 7,57             |
| 4   | Glashüttener Forst          | niezamieszkany            | 4,77             |
| 5   | Neubauer Forst-Nord         | niezamieszkany            | 5,65             |
| 6   | Prüll                       | niezamieszkany            | 2,22             |
| 7   | Veldensteiner Forst         | niezamieszkany            | 55,60            |
| 8   | Waidacher Forst             | niezamieszkany            | 6,44             |
| 9   | Warmensteinacher Forst-Nord | niezamieszkany            | 9,53             |

## Zmiany administracyjne
- 1 stycznia 2020
  - zlikwidowanie obszaru wolnego administracyjnie Lindenhardter Forst-Nordwest
  - zlikwidowanie obszaru wolnego administracyjnie Lindenhardter Forst-Südost
- 1 marca 2020
  - zlikwidowanie obszaru wolnego administracyjnie Langweiler Wald
- 1 czerwca 2023
  - zlikwidowanie obszaru wolnego administracyjnie Heinersreuther Forst